# 黄海化学工业研究社旧址
黄海化学工业研究社旧址建于1922年8月，是中国第一家私营化工科研机构黄海化学工业研究社所在地的旧址，位于天津市滨海新区解放路338号，目前，黄海化学工业研究社旧址被中华人民共和国国务院批准为全国重点文物保护单位，天津市文物保护单位和特殊保护等级历史风貌建筑。

## 历史
李烛尘在赴内蒙古考察天然碱后与范旭东先生商议设立化学工业研究机构以扩大化工事业。1922年8月15日
黄海化学工业研究社旧址始建于1922年8月，该建筑是中国实业家范旭东出资10余万银元在原久大精盐厂化验室的基础上创建的。在范旭东先生的倡议下，久大精盐公司研究室从久大精盐公司剥离，并在此基础上创立了中国第一所私立化工研究机构——“黄海化学工业研究社”。黄海化学工业研究社在成立之初，主要是协助久大精盐公司、永利碱厂调查和分析原燃物料，对长芦盐场盐卤的应用进行实验，其次是为今后永利碱厂开拓新的产品在技术上打下基础。1928年起，黄海化学工业研究社用广东沿海的藻类为原料试制钾肥和碘。同年5月，又用山东博山的铝土页岩矿石为原料进行研究，并于1935年试炼出中国的第一块金属铝样品，并用将其铸成铝制飞机模型以纪念。1931年，黄海化学工业研究社成立菌学研究室，开展对酒精原料和酵母的研究，推动了中国菌学及酒精工业的发展。1937年七七事变以后，天津塘沽沦陷，黄海化学工业研究社在战时随久大精盐、永利碱厂一同迁往内陆地区并继续开展研究直至抗战结束。1950年，研究社迁址北京，1952年，黄海化学工业研究社经董事会全体董事和全体员工一致同意，将杜中一切财产和所有工作人员并归中国科学院，成为中国科学院工业化学研究所。1991年，黄海化学工业研究社旧址经天津市人民政府公布为“天津市文物保护单位”。1994年，研究社旧址被中国共产党天津市委员会、天津市人民政府命名为“天津市爱国主义教育基地”，1996年，研究社旧址又被化工部命名为“全国化工系统爱国主义教育基地”。2013年，黄海化学工业研究社旧址被中华人民共和国国务院批准为“全国重点文物保护单位”。现为黄海化学工业研究社纪念馆。

## 建筑
黄海化学工业研究社旧址占地面积440平方米，为砖混结构二层英国灰色别墅，该建筑坐北朝南。

## 内部链接
- 天津碱厂
- 久大精盐公司
- 黄海化学工业研究社